# 拜仁校园
拜仁校园（德語：FC Bayern Campus）是一座位于德国慕尼黑北部的体育中心。它由拜仁慕尼黑足球俱乐部在2015年至2017年间建于弗雷德首爵兵营的北侧，旨在为俱乐部的青年队打造一个中心位置。建筑成本为7000万欧元。校园占地30公顷，设有足球、篮球、手球和乒乓球等设施。校园内还提供八块足球场，供9岁以下至19岁以下青年梯队以及女子和女子青年队使用。安联拜仁学院（Allianz FC Bayern Akademie）亦设于校园内，学院拥有35间公寓，适合不住在慕尼黑大区的年轻学员。学院大楼还为青训教练和员工设有办公室。它包括一个可容纳2500名观众的体育场，可用于承办17岁以下德甲联赛、19岁以下德甲联赛、德国青年俱乐部杯以及欧洲青年联赛赛事。约亨·绍尔是学院的院长，赫尔曼·格兰德则为体育总监。
场地的首次满座比赛是在2018年6月17日举行的17岁以下德甲联赛决赛，由拜仁青年队对阵多特蒙德青年队。